# Franz Kumher
Franz Kumher (* 16. Juli 1927 in Oravița, deutsch Orawitz, Königreich Rumänien; † 13. Februar 2018) war ein deutscher Maler, Grafiker und Lichtkinetiker.

## Leben und Werk
Franz Kumher war Schüler des Deutschen Gymnasiums in Timișoara. Als  Banater Schwabe wurde er 1944 zur Zwangsarbeit in die Sowjetunion verschleppt. Im Herbst 1946 wurde er mit einem Krankentransport in Heiligenstadt in die damalige Sowjetische Besatzungszone entlassen. Nach wenigen Monaten übersiedelte er in die Britische Besatzungszone (Kreis Einbeck). Er reiste für Studienaufenthalte nach Österreich, Italien, die Schweiz, die Niederlande, England, Spanien, Portugal und Frankreich.
Von 1948 bis 1950 studierte Kumher bildende Kunst an der Pädagogischen Hochschule Alfeld (Leine) bei Kurt Schwerdtfeger, Absolvent der Bauhaus-Universität Weimar. 1953 und von 1955 bis 1957 setzte er seine Studien an der Kunstgewerbeschule Hannover bei Erich Rhein, Gerhard Wendland, Helmut Gressieker und Herbert Jaeckel fort. 1957 bis 1961 studierte er an der Hochschule für bildende Künste Hamburg bei Heinz Trökes, Paul Wunderlich, Karl Kluth und Otto Stelzer. Nebenher belegte er an der Universität Hamburg die Fächer Kunstgeschichte, Germanistik, Philosophie und Pädagogik. Außerdem nahm er an Malkursen bei Oskar Kokoschka in Salzburg und bei Johannes Itten in Hannover und Hamburg teil. Er fertigte lithografische Arbeiten in den Grafischen Versuchswerkstätten von Slavi Soucek und Werner Otte in Salzburg und  Radierungen bei Herbert Jaeckel in Hannover und Worpswede an.
Seine berufliche Tätigkeit begann Franz Kumher als Assistent an der Pädagogischen Hochschule Alfeld sowie als Lehrer an Volksschulen und Gymnasien. 1963 wurde er zum Professor für Bildende Kunst ebenda und an der Pädagogischen Hochschule Hildesheim berufen. 1989 setzte er seine Professur an der Universität Hildesheim fort, wo er 1992 emeritiert wurde. Seine Schwerpunkte sind Malerei, Grafik und Lichtkinetik.
In seinen Arbeiten verarbeitete Kumher technische und industrielle Erscheinungsformen, so sind Automaten, Apparaturen, Raumschiffe, Schrifttafeln, Radios, Maschinen oder Roboter Motive seiner Kunst, die symbolisch aufgeladen sind. Es entstanden Skizzen von Industrielandschaften, die er in Malerei (Acryl, Tempera, Mischtechnik) und Grafik (Radierung, Lithographie) umsetzte. Oftmals integrierte er seine rumänische Heimat in seinen Bildern.

## Ausstellungen
- 1967 Ausstellung Europäische Kunst, Flaten-Gallery, St. Paul, USA (Beteiligung)
- 1970 L´Agrifoglio galleria d´arte, Mailand
- 1971 Goethe-Institut und Biblioteca Germanica, Rom
- 1972 Biblioteca Germanica, Mailand; Goethe-Institut, Triest; Instituto di cultura germanica, Bologna
- 1975 Galerie Vallombreuse, Paris
- 1976 Cavtat, Dubrovnik; Gerija Kamen, Mali; 3. Grand Prix de peinture de Lyon; Galerie Crozier, Lyon (Beteiligung)
- 1990 2. Mittelmeer-Biennale für Grafik, Athen und Kos; Kunsthalle, Vilnius (Beteiligung)
- 1992 Internationales Symposium, Schloss Mittersill
- 1994 Nationaltheater und Galerie, Bukarest (Beteiligung), Museum, Angoulême (Beteiligung)
- 1995 Museum Neiße, Polen (Beteiligung); Banater Museum, Timișoara (Beteiligung); Budapester Galerie Josefstadt, Budapest (Beteiligung), Museum, Weston-super-Mare (Beteiligung)
- 1997 Kunstverein, Erlangen
- 1998 Adam-Müller-Guttenbrunn-Haus, Europa-Tagung, Timișoara
- 2000 Rathaus, Bad Goisern

## Veröffentlichungen
- Kunsterziehung, Kamp, Bochum, 1968
- Malerei - Grafik - Lichtkinetik, Olms, Hildesheim, 1992
- Zeichen des Aufbruchs, Spuren des Abschieds Südostdeutsches Kulturwerk, München, 1994
- Bild-Zeichen, Kunstverein, Hildesheim, 2002

## Ehrenamtliche Tätigkeiten
- Vizepräsident im Kulturverband der Banater Deutschen (München)
- Förderer des Kulturforums der Banater Berglanddeutschen in Reșița
- Mitglied des Stiftungsrates des Museums Ostdeutsche Galerie in Regensburg
- Erster Vorsitzender der Künstlergilde, Landesverband Niedersachsen
- Erster Vorsitzender des Verbandes ostdeutscher Kulturschaffender
- Mitglied des Südostdeutschen Kulturwerkes in München
- Vorstandsmitglied und Schriftführer des Landesverbands der Niedersachsen des Bundes Bildender Künstler in Hannover
- Mitarbeiter am Gerhart-Hauptmann-Haus (Düsseldorf)

## Auszeichnungen
- Donauschwäbischer Kulturpreis des Landes Baden-Württemberg
- Preis Municipal Art Gallery of Athens
- Preis für Lithographie des Landes Salzburg
- Österreichischer Rompreis
- Grand Prix des Argentinischen National-Komitees
- Palme d’Or des Beaux Arts von Monte Carlo
- Bundesverdienstkreuz 1. Klasse (21. Mai 1988)[3]